# Ingovernabile
Ingovernabile (Ingobernable) è una serie televisiva messicana che ha debuttato il 24 marzo 2017 in tutti i paesi in cui il servizio video on demand Netflix è disponibile.
Il 27 aprile 2017, Netflix ha rinnovato la serie per una seconda e ultima stagione, che è stata pubblicata il 14 settembre 2018.

## Trama
Emilia Urquiza è la first lady del Messico e ha grandi progetti per migliorare le condizioni nel paese grazie al suo impegno nella lotta per la pace. In seguito, ella comincia a perdere fiducia in suo marito, il presidente Diego Nava,  e si ritrova ad un bivio dove deve trovare un modo per affrontare la grande sfida di sviluppare il suo paese e allo stesso tempo scoprire la verità.

## Personaggi e interpreti
- Emilia Urquiza García, interpretata da Kate del Castillo
First lady del Messico.
- Diego Nava Martínez, interpretato da Erik Hayser
Presidente del Messico.
- Tomás Urquiza, interpretato da Fernando Luján
Uomo d'affari.
- Anna Vargas-West, interpretata da Erendira Ibarra
Capo dell'Ufficio della Presidenza e agente dell'Agenzia Centrale di Intelligence.
- José Barquet, interpretato da Álvaro Guerrero
Segretario degli Interni e Presidente provvisorio.
- Canek Lagos, interpretato da Alberto Guerra
- Chela, interpretata da Aida López
- Pete Vázquez, interpretato da Luis Roberto Guzmán
Agente dell'Agenzia Centrale di Intelligence.
- María Nava Urquiza, interpretata da Alicia Jaziz
- Emiliano Nava Urquiza, interpretato da Alessio Valentini Padilla
- Agustín Aguirre, interpretato da Marco Treviño
Segretario Generale della Difesa Nazionale.
- Dolores, interpretata da María del Carmen Farías
- Zyan Torres, interpretata da Tamara Mazarrasa
- Daniela Hurtado, interpretata da Marianna Burelli
- Bruno Almada, interpretato da Hernán Del Riego
Segretario della Difesa Nazionale.
- Citlalli López, interpretato da Mitzi Mabel Cadena
- Amanda, interpretata da Jeymi Osorio

## Episodi
| Stagione         | Episodi | Pubblicazione Messico | Pubblicazione Italia |
| ---------------- | ------- | --------------------- | -------------------- |
| Prima stagione   | 15      | 2017                  | 2017                 |
| Seconda stagione | 12      | 2018                  | 2018                 |